# Ficus magnoliifolia
Ficus magnoliifolia är en mullbärsväxtart som beskrevs av Carl Ludwig von Blume. Ficus magnoliifolia ingår i släktet fikonsläktet, och familjen mullbärsväxter. Inga underarter finns listade i Catalogue of Life.

## Bildgalleri

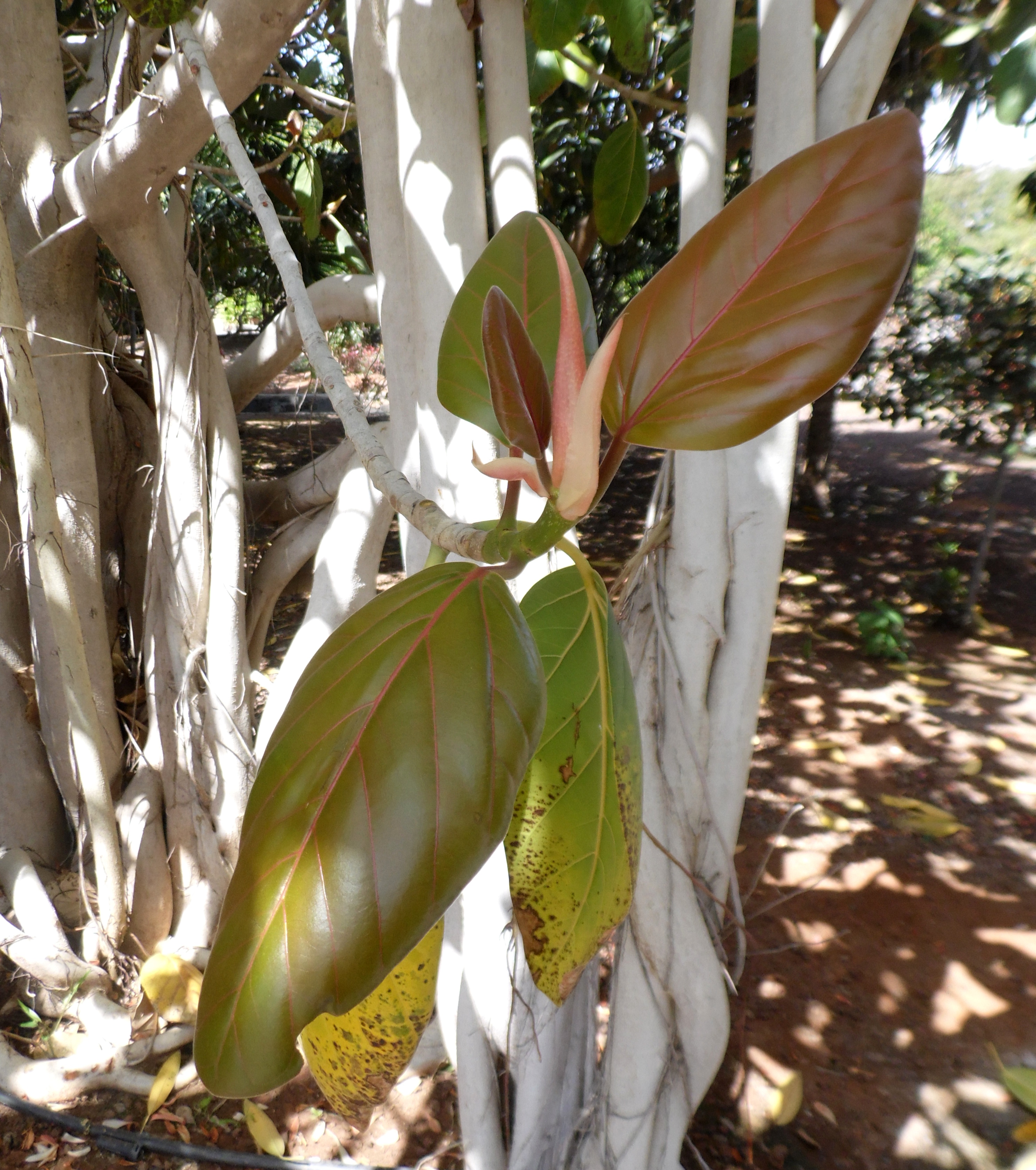
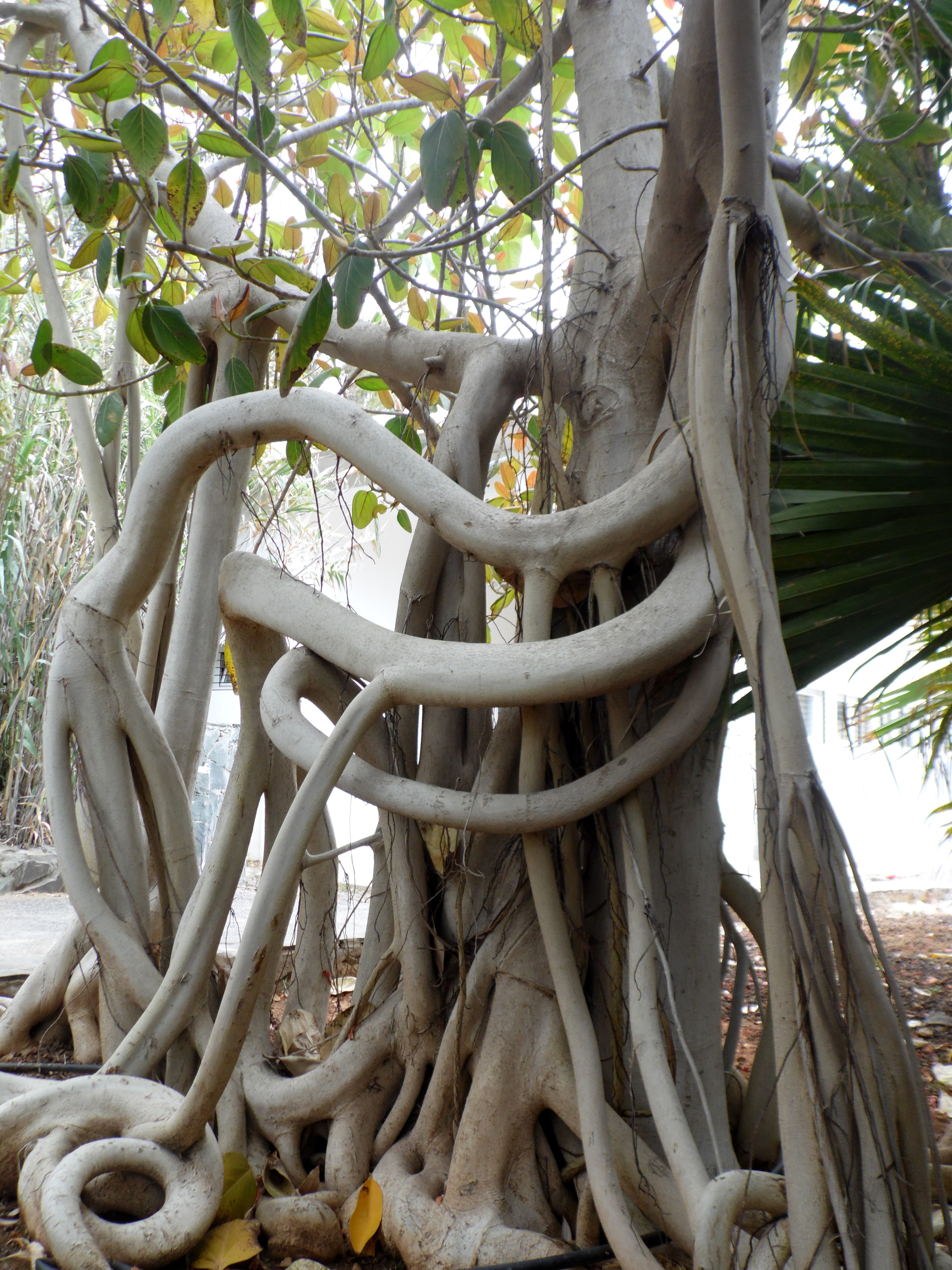